# Харијета (Мичиген)
Харијета (енгл. Harrietta) град је у америчкој савезној држави Мичиген.

## Демографија
По попису из 2010. године број становника је 143, што је 26 (-15,4%) становника мање него 2000. године.
| Група             | 2000.       | 2010.       |
| Белци             | 159 (94,1%) | 133 (93,0%) |
| Афроамериканци    | 0 (0,0%)    | 1 (0,7%)    |
| Азијати           | 0 (0,0%)    | 1 (0,7%)    |
| Хиспаноамериканци | 8 (4,7%)    | 6 (4,2%)    |
| Укупно            | 169         | 143         |